# مرجئه
مُرجِئه (به عربی: المرجئة) یا مرجئیان، فرقه‌ای کلامی از مسلمانان بودند که اعتقاد داشتند نباید در مورد کافر یا مؤمن بودن کسی در این دنیا اظهار نظر کرد؛ بلکه می‌بایست تعيين وضعيت آن را تا قیامت به تأخير انداخت.
کلمه مرجئه از ارجاء به معنای تعویق و تاخیر است و مرجئه گروهی بودند که درباره گناهکاران مسلمان حکمی نمیدادند و حکم آن را به روز جزا موکول میداشتند و هیچ مسلمانی را به سبب گناهانی که کرده بود، محکوم نمیکردند. اینان به آیه106 سوره توبه متوسل میشدند:
و آخرون مرجون لامر الله اما یعذبهم و اما یتوب علیهم؛و برخی دیگر آنهایی هستند که کارشان با خداست که آنان را عذاب کند و یا از گناهانشان درگذرد.
جهم بن صفوان یکی از پیشوایان آنها بود که واجبات عملی اسلام را انکار کرد.
فرقهٔ مرجئه پس از شهادت امام علی و روی کار آمدن خلافت بنی امیه اعلام موجودیت کرد که از نظر ایدئولوژیک در نقطهٔ مقابل خوارج قرار داشت .یعنی معتقد بودند که چون از عقیدهٔ باطنی افراد خبر نمی‌توان داشت، می‌باید هرکسی را که مدعی مسلمانیست واقعا مسلمان دانست و داوری دربارهٔ او را به خدا محول کرد. عقیدهٔ مرجئه دربارهٔ جانشین پیامبر این بود که هرکس که بدین مقام منصف شده‌باشد، ولو از شرایط لازم برخوردار نباشد، واجب‌الاطاعه است و عصمت شرط خلافت نیست. این برداشت‌ها کاملا به نفع معاویه و خلفای اموی تمام می‌شد، زیرا چنین معنی می‌داد که خلافت آنها، خوب یا بد، امریست که به خواست خدا صورت گرفته‌است و باید به هر حال مورد تأیید مسلمانان باشد. 
دیدگاه کلامی مرجئه دربارهٔ مرتکب گناه کبیره و همچنین کافی دانستن ایمان قلبی برای نجات انسان از سوی آنان، باعث به وجود آمدن نوعی دیدگاه تسامحی در آنان گردیده‌بود که می‌توانستند گروه‌های مختلف کلامی و سیاسی، از جمله دولت اموی را تحمل نمایند و با آنان کنار آیند. البته در مورد چگونگی ارتباط یا پیوند مرجئه با امویان مباحث مختلفی مطرح شده‌است.
برخی بر این باورند که اینان به علت داشتن عقاید تسامح‌جویانه، زمینهٔ تداوم و گسترش دولت اموی را فراهم آورده‌اند و امویان نیز به سبب بهره‌ای که از انتشار این گونه اندیشه‌ها می‌بردند، از آنان حمایت می‌نمودند. البته دیدگاهی دیگر، این پیوند را چندان موردتأیید قرار نمی‌دهد و دستکم در مواردی ستیز مرجئه را با امویان آشکار می‌سازد.
این فرقه نیز، به رسم همه فرقه های دیگر اسلام به فرقه‌های چهارگانه مرجئه خوارج، مرجئهٔ قدریه، مرجئهٔ جبریه و مرجئهٔ خالص تقسیم شد.